# Charagauli
Charagauli (georgiska: ხარაგაული) är en daba (stadsliknande ort) i den Georgiska regionen Imeretien. Charagauli är administrativt centrum för distriktet med samma namn. Charagauli ligger 198 kilometer väster om Georgiens huvudstad Tbilisi och 21 kilometer sydost om staden Zestaponi. 2014 bodde 1 965 invånare i Charagauli.